# Samaria, Chilón
Samaria är en ort i Mexiko.   Den ligger i kommunen Chilón och delstaten Chiapas, i den sydöstra delen av landet, 800 km öster om huvudstaden Mexico City. Samaria ligger 898 meter över havet och antalet invånare är 156.
Terrängen runt Samaria är varierad. Runt Samaria är det ganska tätbefolkat, med 54 invånare per kvadratkilometer. Närmaste större samhälle är Yajalón, 14,1 km nordväst om Samaria. I omgivningarna runt Samaria växer i huvudsak städsegrön lövskog.